# Virginia Feito
Virginia Feito (Madrid, 1988) è una scrittrice spagnola.

## Biografia
Nata a Madrid e cresciuta tra la capitale spagnola e Parigi, ha studiato letteratura inglese e teatro alla Queen Mary University of London, specializzandosi poi alla Miami Ad School. Dopo aver lavorato come addetta stampa a New York fino al 2018, si è dedicata alla scrittura (in lingua inglese), pubblicando nel 2021 il suo primo romanzo, Mrs. March. Il romanzo, classificato come best seller dal Sunday Times, è stato tradotto in una dozzina di lingue; in patria, il libro le è valso il Premio Valencia Negra al miglior romanzo e il Premio El Corte Inglés al miglior esordio letterario. Nel 2025 ha pubblicato il suo secondo romanzo, Victorian Psycho.

## Opere
- Mrs March - La moglie dello scrittore [Mrs March], traduzione di Stefano Beretta, HarperCollins Italia, 2022  [2021], ISBN 979-1259851154.
- (EN) Victorian Psycho, Fourth Estate, 2025, ISBN 978-0008739591.